# کلمنس آوگوست گراف فن گالن
کلمنس آوگوست گراف فن گالن (انگلیسی: Clemens August Graf von Galen؛ ۱۶ مارس ۱۸۷۸ – ۲۲ مارس ۱۹۴۶) یک قدیس مسیحی اهل آلمان بود.